# Оккельс, Йеппе
Йе́ппе О́ккельс (дат. Jeppe Okkels; родился 27 июля 1999 года, Дания) — датский футболист, полузащитник клуба «Престон Норт Энд», выступающий на правах аренды за клуб «Абердин».

## Клубная карьера
Оккельс — воспитанник клуба «Силькеборг». 28 мая 2016 года в матче против «Вейле» он дебютировал за основной состав в Первом дивизионе Дании. По итогам сезона клуб вышел в элиту. 5 августа в матче против «Люнгбю» он дебютировал в датской Суперлиге.
В январе 2024 года Оккельс стал игроком нидерландского клуба «Утрехт». 11 февраля в матче против «Фортуны Ситтард» Йеппе дебютировал в Эредивизи.

## Международная карьера
В 2016 году в составе юношеской сборной Дании Оккельс принял участие в юношеском чемпионате Европы в Азербайджане. На турнире он сыграл в матчах против команд Швеции и Англии.